# گروه مالی مارفین
گروه مالی مارفین (به انگلیسی: Marfin Investment Group) شرکت مادر تخصصی یونانی است، که در زمینه سرمایه‌گذاری در صنایع، خدمات مالی و بانکداری فعالیت می‌کند.
دفتر مرکزی این شرکت در نئا اریترایا، آتن، یونان قرار دارد و بخشی از سهام آن در بازار بورس آتن معامله می‌شود.